# Ангола-он-те-Лейк (Нью-Йорк)
Ангола-он-те-Лейк (англ. Angola on the Lake) — переписна місцевість (CDP) в США, в окрузі Ері штату Нью-Йорк. Населення — 1481 особа (2020).

## Географія
Ангола-он-те-Лейк розташована за координатами 42°39′18″ пн. ш. 79°3′8″ зх. д. / 42.65500° пн. ш. 79.05222° зх. д. (42.654965, -79.052239).  За даними Бюро перепису населення США в 2010 році переписна місцевість мала площу 6,59 км², уся площа — суходіл.

## Демографія
Згідно з переписом 2010 року, у переписній місцевості мешкало 1675 осіб у 737 домогосподарствах у складі 448 родин. Густота населення становила 254 особи/км².  Було 914 помешкання (139/км²).
Расовий склад населення:
| - 96,9 % — білих - 1,4 % — корінних американців - 0,5 % — чорних або афроамериканців - 0,1 % — азіатів |

До двох чи більше рас належало 1,1 %. Частка іспаномовних становила 1,4 % від усіх жителів.
За віковим діапазоном населення розподілялося таким чином: 18,8 % — особи молодші 18 років, 63,2 % — особи у віці 18—64 років, 18,0 % — особи у віці 65 років та старші. Медіана віку мешканця становила 46,4 року. На 100 осіб жіночої статі у переписній місцевості припадало 93,4 чоловіків;  на 100 жінок у віці від 18 років та старших — 90,2 чоловіків також старших 18 років.
Середній дохід на одне домашнє господарство  становив 67 098 доларів США (медіана — 40 833), а середній дохід на одну сім'ю — 87 129 доларів (медіана — 75 500). За межею бідності перебувало 7,6 % осіб, у тому числі 17,9 % дітей у віці до 18 років та 8,6 % осіб у віці 65 років та старших.
Цивільне працевлаштоване населення становило 833 особи. Основні галузі зайнятості: освіта, охорона здоров'я та соціальна допомога — 28,2 %, роздрібна торгівля — 26,2 %, виробництво — 16,7 %, будівництво — 8,0 %.